# Medina (Minnesota)
Medina és una població dels Estats Units a l'estat de Minnesota. Segons el cens del 2000 tenia 4.005 habitants.

## Demografia
Segons el cens del 2000, Medina tenia 4.005 habitants, 1.309 habitatges, i 1.117 famílies. La densitat de població era de 60,5 habitants per km².
Dels 1.309 habitatges en un 47% hi vivien nens de menys de 18 anys, en un 78,4% hi vivien parelles casades, en un 4,3% dones solteres, i en un 14,6% no eren unitats familiars. En l'11,2% dels habitatges hi vivien persones soles el 2,8% de les quals corresponia a persones de 65 anys o més que vivien soles. El nombre mitjà de persones vivint en cada habitatge era de 3,05 i el nombre mitjà de persones que vivien en cada família era de 3,31.
Per edats la població es repartia de la següent manera: un 32,2% tenia menys de 18 anys, un 5% entre 18 i 24, un 28,5% entre 25 i 44, un 27,3% de 45 a 60 i un 6,9% 65 anys o més.
L'edat mediana era de 38 anys. Per cada 100 dones de 18 o més anys hi havia 103,6 homes.
La renda mediana per habitatge era de 88.847$ i la renda mediana per família de 96.909$. Els homes tenien una renda mediana de 65.938$ mentre que les dones 32.460$. La renda per capita de la població era de 49.127$. Entorn del 0,4% de les famílies i l'1,3% de la població estaven per davall del llindar de pobresa.

## Poblacions més properes
El següent diagrama mostra les poblacions més properes.